# Krasnogonek szkarłatny
Krasnogonek szkarłatny (Neochmia phaeton) – gatunek małego ptaka z rodziny astryldowatych (Estrildidae). Bywa nazywany astryldem słonecznym. Dymorfizm płciowy u tych ptaków jest bardzo wyraźny: samiec jest cały czerwony, jednak „kaptur” na głowie i brzuch są czarne, a samica jest szara, czerwone pióra występują jedynie na gardle i po bokach głowy, trochę też na skrzydłach i ogonie. Jest trudny w hodowli.

## Systematyka
Wyróżniono dwa podgatunki N. phaeton:
- krasnogonek białobrzuchy (N. phaeton evangelinae) – południowa Nowa Gwinea oraz półwysep Jork (północno-wschodnia Australia). Bywa podnoszony do rangi gatunku[6].
- krasnogonek szkarłatny (N. phaeton phaeton)	– północna i wschodnia Australia.

Proponowany podgatunek albiventer uznany za synonim evangelinae.

## Hodowla
Podstawowe wymagania: najlepiej jest im w wolierach pokojowych lub w szklarniach i cieplarniach. Jeżeli woliera jest ustawiona w pokoju, powinny być w niej posadzone krzewy doniczkowe. Jak każde zwierzę potrzebuje odpowiedniej opieki i odpowiedzialności.
Pożywienie: Proso zwyczajne, proso afrykańskie, proso węgierskie, nasiona traw. Ta dieta jest uzupełniana mącznikami i mieszanką jajeczną. Potrzebują też dużych ilości witamin A, B2, C i D, oraz wapnia.
Lęgi: Samica znosi 5–8 jaj w białym kolorze, które rodzice wysiadują na zmianę (samica w nocy, samiec w ciągu dnia). Wysiadywanie trwa 16 dni. Młode zaczynają latać po ok. 3 tygodniach.

## Status
Międzynarodowa Unia Ochrony Przyrody (IUCN) od 2016 roku uznaje podgatunki krasnogonka szkarłatnego za osobne gatunki. Oba te taksony zalicza do kategorii najmniejszej troski (LC, least concern), a trend liczebności ich populacji uznaje za stabilny.